# Trentepohlia (Trentepohlia) clitellaria
Trentepohlia (Trentepohlia) clitellaria is een tweevleugelige uit de familie steltmuggen (Limoniidae). De soort komt voor in het Afrotropisch gebied.